# 大連艦艇学院

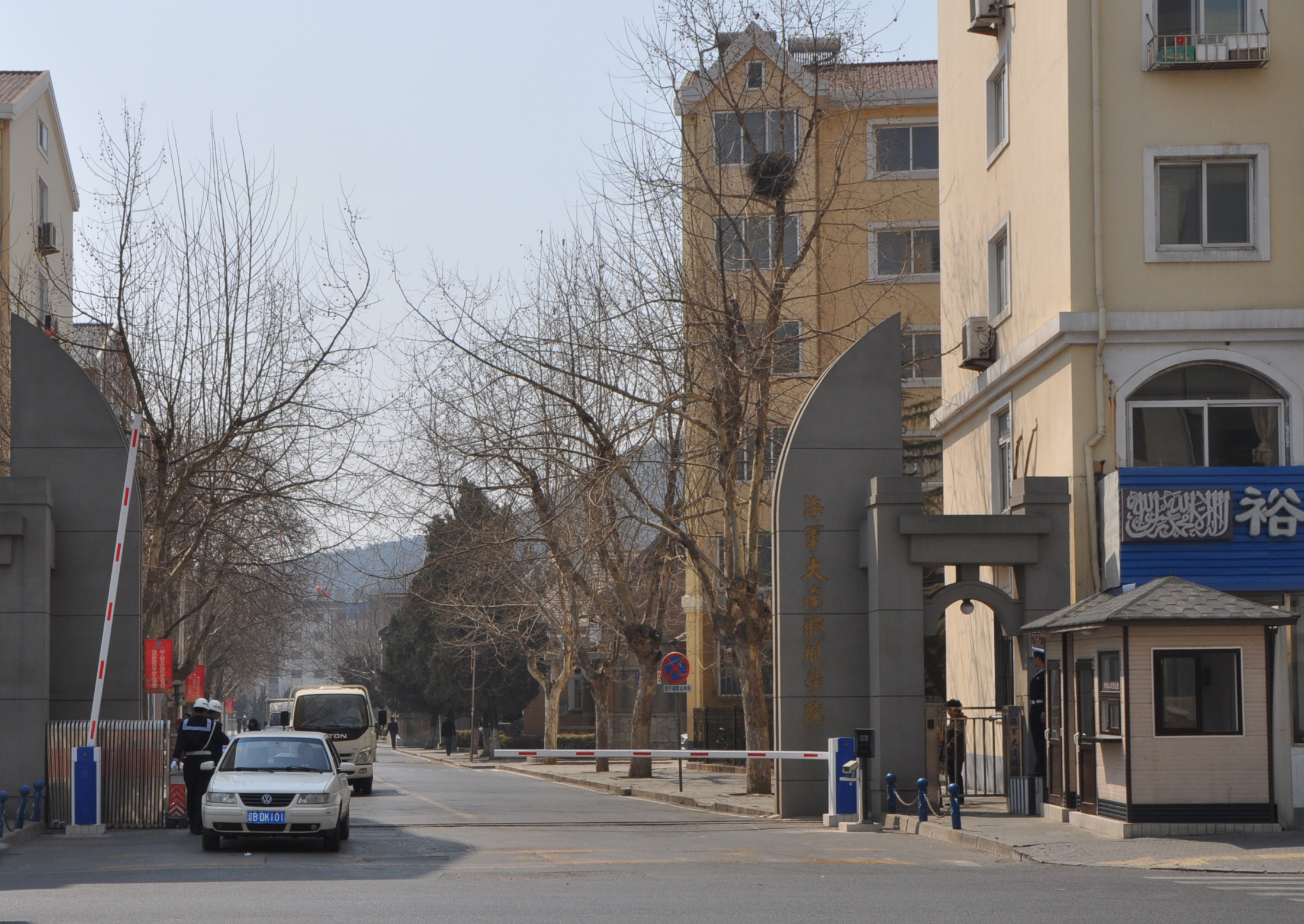
大連艦艇学院

大連艦艇学院 (だいれん-かんていがくいん)は中華人民共和国遼寧省大連市に設置された中国人民解放軍海軍の教育機関の一つ。
1949年に設置された人民解放軍第一海軍学校を前身とし、1986年に現在の名称に改称された。
所在地は大連市中山区解放路667号で、老虎灘のすぐ北にある。
歴代学長（院長）に張展南、呉勝利などがいる。